# Останні бої армії УНР (листопад 1920)
Оборонні бої збройних сил УНР проти частин червоної армії РРФСР, які відбулися 10 -21 листопада 1920 р. були останнім епізодом радянсько-української війни 1917 — 1920 років, коли незалежна Україна ще мала свою власну територію.

## Ситуація непередодні
На початку листопада 1920 р. війська УНР займали фронт на Поділлі від містечка Яруга над Дністром уздовж р.Мурафа через Бар до Вовковинців. 12 жовтня Польща і Радянська Росія підписали в м.Рига прелімінарні (попередні) умови миру, який мав завершити радянсько-польську війну. Згідно цієї угоди воєнні дії припинялись в ніч з 18 на 19 жовтня 1920 р. та встановлювалася тимчасова нейтральна смуга між польськими та російсько-більшовицькими військами. Представників УНР, які до цього часу були визнані Польщею як держава і союзники, не було запрошено до переговорів. Польща фактично скасувала своє визнання УНР, відмежувалася від неї, аби нарешті скоріше встановити мир з Росією. Після початку польсько-радянського перемир'я українські війська теж припинили бойові дії, хоча їх воно не стосувалося. Причина була у великій виснаженості військ УНР, які до цього практично не мали перепочинку. Також був великий брак набоїв та спорядження. На початку листопада в Ялтушкові відбулась спільна нарада уряду УНР з усіма командирами частин армії УНР під головуванням С.Петлюри. Однак на ній досягти якогось чіткого плану дій не вдалося.

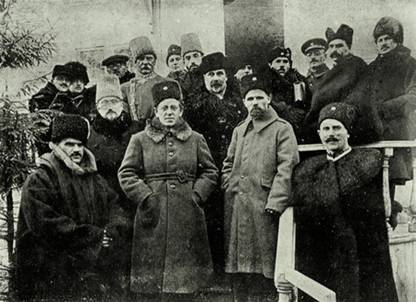
Нарада керівництва УНР у Ялтушкові

## Військові сили сторін
Чисельність армії УНР на 10 листопада 1920 р. була такою: 3888 старшин, 35259 козаків (з них озброєних 2100 старшин, 9313 багнетів, 2560 шабель) за наявності 74 гармат, 3 бронепотягів, 2 бронеавтомобілів та 3 літаків. В оперативному відношенні війська УНР ділились на 3 групи: права 
генерала О.Удовиченка в складі 3-ї Залізної та 1-ї Кулеметної дивізій (тримала фронт від Могилева-Подільського до Шаргорода, середня генерала М.Безручка в складі 5-ї Херсонської та 6-ї стрілецької відповідала за фронт від Шаргорода до Бара, ліва генерала Г.Базильського в складі 1-ї Запорізької та російської кінної дивізії Яковлєва тримила фронт від Бара до Літина. У резерві армії були дві стрілецькі дивізії (2-а Волинська, 4-та Київська) та Окрема кінна дивізія. Крім того, на початку листопада польське командування перекинуло з Польщі так звану 3-у російську армію генерала Б.Пермикіна (в українських джерелах - Перемикіна) чисельністю близько 4 тис. бійців, яка зосередилась в районі Підволочиськ - Чорний Острів. Вона формально підпорядковувалася російському білому командувачу П.Врангелю і складалася в основному з колишніх білогвардійських військ генерала Юденича. За задумом польського керівництва російські білогвардійці мали допомагати українцям проти російських червоних.
Проти українських військ стояли досить значні сили 14-ї армії червоної армії. Це 41-а, 45-а, 47-а, 60-а стрілецькі дивізії, 8-а кавалерійська дивізія, кінна бригада Котовського та інші частини. Якщо на початку перемир'я (19 жовтня) на фронті української армії більшовики мали близько 8000 багнетів, 100 шабель і 50-55 гармат, то до 10 листопада 1920 р. кількість багнетів в передній лінії було доведено до 13000, а в другій - до 9000, нараховувалось до 4000 шабель і коло 100-120 гармат. В районі залізничного вузла Жмеринки знаходилось 
до 5 бронепоїздів. Загальна чисельність бойових сил, виділених командуванням червоної армії проти українських військ, сягала до 25 тис. багнетів, до 5 тис. шабель при 100-120 гарматах та кількох бронепотягів. Крім того, більшовики мали можливість перекидати нові сили з тилових районів, чого не могла зробити армія УНР.

## Хід воєнних дій
10 листопада 1920 р. несподіваний наступ червоної армії розпочався. Вранці в місці стику між правою і середньою групою військ УНР почала атаку 8-а кавдивізія червоних (бл. 3000 шабель) у напрямі на Лучинець. Під удар потрапила 9-а бригада 3-ї Залізної дивізії. Українські піхотинці, вистрілявши усі набої, тримались, однак в більшості загинули від шабель ворога. До 10-ї години ранку з 9-ї бригади, що мала до 1000 вояків, залишилося в живих тільки 70, які розпочали з боєм відходити на захід. Разом з 8-ю кавдивізією червоних в наступ перейшли 44-а піхотна дивізія (бл. 6000 бійців) та кавбригада Котовського (бл. 1000 шабель). Скориставшись майже повною незабезпеченістю українських вояків набоями, вони прорвали фронт в районі села Березівка. 10 листопада червоні війська захопили Лучинець, Копайгород та багато сіл. Командування правої групи українських військ кинуло назустріч 8-й російській кавдивізії усю наявну дивізійну кінноту 3-ї Залізної дивізії, але її було замало, щоб стримувати ворога. В зустрічному бою загинуло більше двох третин 3-го кінного полку сотника Фролова. Водночас 10 листопада піхота більшовиків атакувала 7-у та 8-у бригади 3-ї Залізної дивізії під містечком Чернівці. Вистрілявши усі набої, українські вояки відбивались прикладами рушниць. Половина складу 7-ї і 8-ї бригад загинула на полі бою, а решта лише під вечір відійшла до Яришева. Але більшість особового складу 3-ї Залізної дивізії все-таки загинула 10 листопада 1920 р.
Щоб виправити становище, командування армії УНР кинуло з резерву в бій 11 листопада Окрему Кінну дивізію та 4-у Київську. Їм вдалося розбити в районі Котюжани - Копайгород 60-у стрілецьку дивізію РСЧА, при цьому було захоплено близько 600 полонених, 2 легкі гармати, 8 кулеметів та набої. Однак це не змогло зупинити загальний наступ більшовиків. Розбите праве крило українців (залишки 3-ї Залізної та Кулеметна дивізії) продовжували відхід на захід, причому навіть деякі частини (бригада 1-ї Кулеметної та окремі бійці 3-ї Залізної), втративши зв'язок зі своїми, перейшли Дністер до Румунії. Башкирська кінна бригада червоних 11 листопада атакувала ліве крило української армії, але була зупинена.
12 листопада бої тривали. 4-а Київська дивізія та Окрема Кінна дивізія вели бої в районі Котюжани - Снітків та зазнали втрат. Червона армія цього дня захопила станцію Котюжани та Муровані Курилівці. 13 листопада росіяни зайняли Ялтушків та Стару Ушицю. Але в наступ перейшло ліве (північне) крило українських військ. 1-а Запорізька дивізія та російська козача бригада осавула Яковлева захопили Літин. 13 листопада у бій на боці українців вперше виступила кінна бригада 3-ї Російської армії Пермикіна, в якої теж майже 
не було набоїв. 14 листопада північна група армії УНР спільно з російськими білими продовжувала наступальні дії. 15 листопада кінна бригада Котовського спільно з 363-м радянським полком і Одеською кінною бригадою Байла після невеликого опору українців 3-Ї Залізної дивізії захопили м.Дунаївці. Цього ж дня урядові органи та війська УНР евакуювались з Кам'янця. Наступного дня його зайняли більшовики.
16 листопада оборонні бої українських військ спільно з білими російськими тривали. Проти них наступали 41-а, 60-а, 47-а, 24-а червоні стрілецькі дивізії, 8-а кавалерійська, кавбригада Котовського, Башкирська бригада, Одеська кавбригада Байла та група бронепотягів. Ще 15 листопада уряд УНР спільно з командуванням армії вирішив відходити на Волинь, однак 18 листопада отримало заборону від польського командування це робити. В результаті після захоплення червоними 18 листопада Проскурова армія УНР разом з групою російських білогвардійців була притиснута до р.Збруч в районі Волочиська. 21 листопада армія УНР через скрутне становище перейшла через Збруч в Галичину, яку РРФСР визнала за Польщею. Влада Польщі роззброїла та інтернувала українські війська.